# Тер-Татевосян, Джон Григорьевич
Джон Григорьевич (Дживан Гургенович) Тер-Татевосян (арм. Ջիվան Գրիգորիի Տեր-Թադևոսյան; 14 сентября 1926, Ереван, Армянская ССР — 27 июня 1988, Ереван) — советский армянский композитор. Заслуженный деятель искусств Армянской ССР (1980).

## Биография
Родился 14 сентября 1926 г. в г. Ереван (Армения). Окончил Ереванскую консерваторию по классу скрипки В. П. Португалова (1952) и композиции Э. М. Мирзояна (1961), где потом преподавал. Профессор (1985). В 1942—1952 годах выступал как скрипач в оркестр. В 1952—1959 годах — преподаватель и директор Музыкальной школы имени К. Сараджева в Ереване. Умер 27 июня 1988 года в Ереване.
Автор музыки ко многим, в том числе популярным художественным фильмам, снятым на московских и других киностудиях: «Девять дней одного года» (1961), «Море нашей надежды» (1961, «Я его невеста» (1969), «Совесть» (1973), «Коней на переправе не меняют» (1981) и др. И автор многих песен, например: «Енисей» на слова Я. Смелякова.

## Фильмография
- 1961 — «Две жизни»
- 1961 — «Девять дней одного года»
- 1961 — «Море нашей надежды»
- 1962 — «Двое в степи»
- 1962 — «Накрыли» (короткометражный, сюжет в киножурнале «Фитиль» № 3)
- 1963 — «Город смоляных лодок» (документальный)
- 1963 — «Три часа дороги» (короткометражный)
- 1964 — «Весенние свидания» (документальный)
- 1964 — «Где ты теперь, Максим?»
- 1965 — «Семь песен об Армении» (документальный)
- 1965 — «На троих» (короткометражный, сюжет в киножурнале «Фитиль» № 32)
- 1966 — «План и болван» (мультфильм, сюжет в киножурнале «Фитиль» № 38)
- 1966 — «Гордый кораблик» (мультфильм)
- 1966 — «Когда играет клавесин» (короткометражный)
- 1966 — «Эх, яблочко» (документальный, сюжет в киножурнале «Фитиль» № 54)
- 1966 — «Марш» (короткометражный, сюжет в киноальманахе «Люди нашего города»
- 1966 — «Я солдат, мама»
- 1967 — «Они живут рядом»
- 1968 — «Выстрел на перевале Караш»
- 1968 — «Последнее средство» (короткометражный, сюжет в киножурнале «Фитиль» № 73)
- 1968 — «Это мгновение»
- 1969 — «Весна, выпал снег...» («Весна, снега…», «Комитас») (короткометражный)
- 1969 — «Эхо далёких снегов»
- 1969 — «Я его невеста»
- 1970 — «На дальней точке»
- 1970 — «Отзвуки прошлого»
- 1971 — «Домик на колесах» (мультфильм)
- 1971 — «Море нашей надежды»
- 1972 — «Памятник» (короткометражный)
- 1973 — «Эжени Коттон» (документальный)
- 1973 — «Совесть»
- 1973 — «Встречи на Енисейском меридиане»
- 1974 — «Станция Щеглово» (короткометражный)
- 1974 — «Улыбка на камне»
- 1975 — «Перелёт, ставший легендой» (документальный)
- 1976 — «Три солнца»
- 1977 — «В ночь на новолуние»
- 1977 — «Каменная долина»
- 1978 — «Крепость»
- 1979 — «Горская новелла»
- 1979 — «Умри на коне»
- 1980 — «Большая — малая война»
- 1981 — «Коней на переправе не меняют (фильм)»
- 1981 — «Крик тишины»
- 1983 — «Цена возврата»
- 1985 — «Яблоневый сад»